# Aldo Parecchini

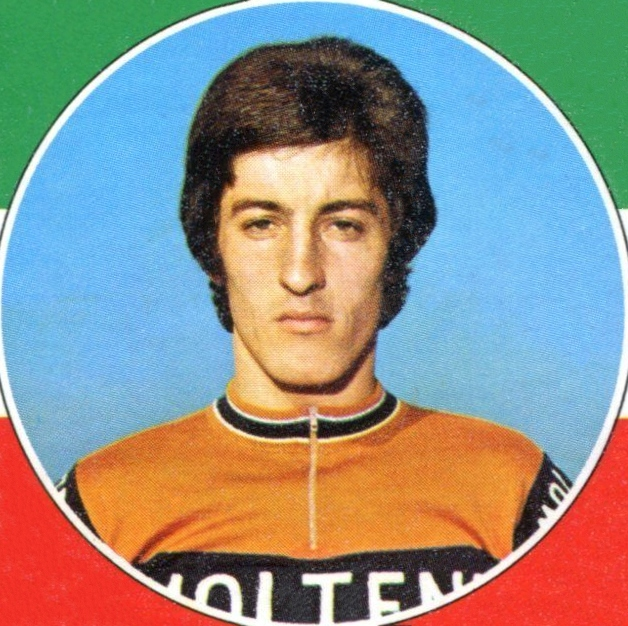
Aldo Parecchini

Aldo Parecchini (* 21. Dezember 1950 in Nave) ist ein ehemaliger italienischer Radrennfahrer.

## Sportliche Laufbahn
Parecchini war im Straßenradsport aktiv und Teilnehmer der Olympischen Sommerspiele 1972 in München. Im olympischen Straßenrennen schied er aus.
Als Amateur wurde er 1970 nationaler Meister im Straßenrennen. Er gewann eine Etappe des Giro Ciclistico d’Italia sowie die Eintagesrennen Coppa Lino Limonta und  Souvenir Pierino Bertolazzo. 1971 verteidigte er den Straßentitel vor Luciano Borgognoni erfolgreich und gewann die Coppa Lino Limonta erneut. 1972 gewann er die Straßenradrennen Monte Carlo–Alassio und Milan–Busseto. 1973 wurde er Berufsfahrer im Radsportteam Molteni und blieb bis 1980 als Profi aktiv.
Sein bedeutendster Sieg als Profi war der Erfolg auf der 6. Etappe der Tour de France 1976. 1978 holte er einen Etappensieg in der Apulien-Rundfahrt. In der Tour de France 1974 wurde er 97. des Klassements, 1976 schied er aus.
Den Giro d’Italia bestritt er siebenmal, sein bestes Resultat in der Gesamtwertung war der 71. Platz 1979.